# ジャスティン・ダウニー
ジャスティン・ダウニー（Justin Downey、1986年11月11日 - ）は、ジャパンラグビーリーグワン三重ホンダヒートに2023-24シーズンまで所属していたラグビーユニオン選手。

## プロフィール
- 南アフリカ・ヨハネスブルグ出身。
- ポジションはフランカー(FL)。
- 身長 191 cm、体重 105 kg

## 略歴
6歳か7歳くらいにラグビーを始めた。
ナタール・シャークス、シャークス、グリクアス、チーターズ、ナタール・シャークスを経て、2014年、サントリーサンゴリアスに加入。同年8月23日に行われたジャパンラグビートップリーグファーストステージ第1節のコカ・コーラレッドスパークス戦に先発出場で日本での公式戦初出場を果たす。
2020年1月、サンウルブズの2020シーズンスコッドに選ばれた。
2024年5月、2シーズン在籍した三重ホンダーヒートを退団。